# 7th Heaven (serie de televisión)
7th Heaven (El séptimo cielo en Hispanoamérica, Siete en el paraíso en España) fue una serie de televisión estadounidense, creada y producida por Brenda Hampton. Fue estrenada el 26 de agosto de 1996, en el canal WB Television Network, y transmitida originalmente desde el 26 de agosto de 1996 hasta 13 de mayo de 2007. En primera instancia el final de la serie estaba previsto para el 8 de mayo de 2006; sin embargo, el programa fue renovado luego de que el último capítulo planificado obtuviera altos índices de audiencia. La temporada final fue estrenada el 25 de septiembre de 2006 y su último capítulo fue emitido el 13 de mayo de 2007.
7th Heaven es la serie de más larga duración que la WB ha tenido en transmisiones, y también es el drama familiar de más larga duración en la historia de la televisión (superando a las series Little House on the Prairie y The Waltons). Además es el programa de más larga duración producido por Aaron Spelling.
Dan Foliart compuso la canción principal "7th Heaven", la cual es realizada por Steve Plunkett como apertura de cada episodio.

## Trama
La serie trata la historia de la familia Camden, la familia de un pastor Protestante de la ciudad ficticia de Glenoak, ubicada en California. Los personajes principales son el Reverendo Eric Camden (Stephen Collins), su esposa Annie (Catherine Hicks), y sus 7 hijos (todos sus nombres derivados de personajes bíblicos, Matt (Barry Watson), Mary (Jessica Biel), Lucy (Beverley Mitchell), Simon (David Gallagher), Ruthie (Mackenzie Rosman) y los gemelos, Sam (Nikolas Brino) y David (Lorenzo Brino). Originalmente la familia estaba compuesta por 7 integrantes (los dos padres, más cinco hijos), hasta el capítulo 14 de la tercera temporada, titulado "Alabadas sean las mujeres" ("In Praise of Women"), cuando Annie da a luz a los gemelos Sam y David, aumentando así el número a 9 integrantes familiares más el perro que tienen como mascota de nombre Happy. Cuatro de los niños Camden (Matt, Mary, Lucy y Simon) se van de casa a lo largo de la serie. Simon se muda a un apartamento y luego ingresa a la universidad, Mary se muda a vivir con sus abuelos, y Matt se casó y desarrolla su carrera como médico lejos de la familia. A pesar de la ausencia alternada de estos tres personajes en la casa Camden durante el programa, esta siempre llena. Cuando Lucy se casó, se mudó junto a su esposo a un apartamento-garaje donde comenzó a formar su familia, pero luego se mudó a una casa vecina junto a su esposo Kevin (George Stults) y su hija Savannah. Ruthie dejó la casa durante un corto tiempo en la última temporada para viajar a Escocia.

## Iglesia
- Aunque en la serie no se deja claro a cuál de las numerosas fes protestantes pertenece exactamente esta familia, lo que sí esta claro es que todas las escenas de la iglesia fueron filmadas en la Primera Iglesia Cristiana (Discípulos de Cristo (Iglesia cristiana)) al norte de Hollywood.

Eric es pastor de la Glenoak Community Church. Esto se da a conocer en el 2°. episodio de la primera temporada, cuando Eric habla con una enfermera del hospital de la ciudad. También fue mencionado en un episodio de la octava temporada que fue narrado por Simon.
Al menos en un capítulo, el símbolo que representa a "Discípulos de Cristo (Iglesia cristiana)" (La cruz de San Andrés y el Cáliz) es mostrado de forma prominente en el frontis del púlpito de la Iglesia. Muchas de las escenas donde la familia aparecía en la iglesia fueron filmadas en La Primera Iglesia Cristiana (Discípulos de Cristo (Iglesia cristiana)) al norte de Hollywood. La iglesia ha señalado que, cuando el elenco estaba en el filmando, a menudo se presentaban en medio de la oficina de la iglesia para observar cómo actuaban realmente las personas de la iglesia.
Último capítulo, donde mostraron el logo de los Discípulos de Cristo (Iglesia cristiana), un cáliz con la cruz de San Andrés. Esta confesión, formada por poco menos de un millón de personas y que proviene del corriente presbiteriano, hace hincapié en la libertad de Jesucristo y también en la libertad del individuo para reflexionar sobre las escrituras. Así, a menudo los feligreses profesan opiniones contrarias en las mismas cuestiones, debido a las distintas interpretaciones de las escrituras.

## Temas episódicos
Cada episodio presentaba una lección moral o un tema controvertido en que la familia Camden se veía involucrada directa o indirectamente. Algunos de los temas tratados en la serie incluían alcoholismo, bullying (maltrato escolar), abuso de drogas, personas sin hogar, menopausia, menstruación, racismo, robo, abuso sexual, violencia doméstica, y embarazo adolescente. En un episodio, cada miembro de la familia adquiere una adicción (incluso Ruthie se vuelve adicta a la goma de mascar). Más allá de la lección moral de cada capítulo, hay también un trasfondo donde se desarrollan líneas argumentales de la historia, como la dificultad de Eric para hacer frente al crecimiento de los miembros femeninos de la familia. En uno de los episodios, un sobreviviente del Holocausto Nazi cuenta su historia a la clase de Simón. En las posteriores temporadas, Annie entra en la menopausia y Ruthie necesita un sujetador.
Los temas suelen ser abordados desde un enfoque social y políticamente conservadores desde el punto de vista de un Cristiano Protestante. En la temporada 9 es recalcada la importancia que tiene para un Cristiano la abstinencia hacia las relaciones pre-matrimoniales. Sin embargo ocurren varios incidentes de relaciones pre-matrimoniales, incluyendo un episodio en la temporada 10, en el cual Eric menciona que sus padres tuvieron que casarse porque su madre se quedó embarazada de él. Adicionalmente Ruthie da a conocer que durante su estadía en Europa durante el verano, perdió su virginidad (posteriormente se descubre que era solo un engaño). 
Un episodio de 2004 sobre la importancia de votar en el día de las elecciones parecía sugerir que los hombres de la familia fueron a votar por el presidente George W. Bush, mientras que las mujeres fueron a votar por el senador de Massachusetts John Kerry, sin embargo, el guion fue hecho de manera que no fueran mencionados ninguno de los candidatos, dejando al espectador decidir, dando el episodio el mensaje de: "vota, no importa por quién". [cita requerida] En un mismo episodio en el que Matt da a conocer que la familia es protestante, y a la vez da a conocer a Sara que su padre es un demócrata.
El episodio del 24 de enero de 2005, en el que nace Savannah, la hija de Lucy, la serie tuvo 7.99 millones de espectadores, el índice más alto de WB en esos años. Otro ejemplo del éxito de 7th Heaven es el hecho de que, el que originalmente sería el capítulo final de la serie (que en la actualidad es conocido como el final de la décima temporada), tuvo 7.56 millones de tele-espectadores el 8 de mayo de 2006.

## Personajes
Artículo Principal: Personajes de 7th Heaven

## Producción
Aunque originalmente fue producida por Fox en 1996, el programa fue transmitido por WB Television Network. Fue producida por Spelling Television, y fue distribuida por CBS Television Distribution. Sus productores, entre ellos el mencionado Aaron Spelling, consideraron una visión sana de la familia, la incorporación de anuncios de servicio público en el espectáculo. La temporada final de 7th Heaven fue transmitida en la temporada inaugural de The CW. La producción del programa terminó de filmar el episodio final del 8 de marzo de 2007, alrededor de un mes antes de lo que llevaría a la mayoría de los programas en filmar los últimos episodios de la temporada. Esto se debió en gran medida al hecho de que después de diez años de trabajo conjunto, los actores, productores y el equipo había obtenido la producción a un ritmo constante, reduciendo costos en varias ocasiones y habitualmente en menos del presupuesto proyectado.

## Índices de audiencia
7th Heaven fue la serie más vista en la historia del canal WB. El 8 de mayo de 2006, fue vista por 7.56 millones de telespectadores, el índice de audiencia más alto obtenido por WB desde enero de 2005. Cuando la serie fue trasladada a CW, los índices de audiencia descendieron. Una de las posibles razones por las que descendió, incluye la puesta en pantalla de "Countdown to Goodbye" campaña publicitaria que promovía que la temporada 10 sería el final de la serie; aunque la New CW Network anunció la renovación inesperada de la serie, se decidió no promover la nueva temporada a través de vallas publicitarias, paradas de autobús, revistas o anuncios en el aire. Por último, la cadena decidió cambiar el día en que la serie salía al aire a los domingos por la noche; lo que probablemente los espectadores pensaran que la serie había sido removida de la programación. El programa tuvo un promedio de 3.3 millones de espectadores en la nueva red de televisión, perdiendo cerca del 36% de la audiencia obtenida el año anterior. En CW fue la tercera serie más vista y en general fue la séptima más vista de todos los tiempos.

### Audiencia
Esta es una lista de índices de audiencia en Estados Unidos. 
| Temporada | Año       | Red televisiva | Telespectadores (en millones) | Posición | Posición del canal |
| --------- | --------- | -------------- | ----------------------------- | -------- | ------------------ |
| 1         | 1996–1997 | The WB         | 3.2                           | #154     | #10                |
| 2         | 1997–1998 | The WB         | 5.8                           | #131     | #2                 |
| 3         | 1998–1999 | The WB         | 7.6                           | #106     | #1                 |
| 4         | 1999–2000 | The WB         | 6.4                           | #94      | #1                 |
| 5         | 2000–2001 | The WB         | 6.9                           | #100     | #1                 |
| 6         | 2001–2002 | The WB         | 7.0                           | #101     | #1                 |
| 7         | 2002–2003 | The WB         | 6.6                           | #106     | #1                 |
| 8         | 2003–2004 | The WB         | 5.5                           | #132     | #1                 |
| 9         | 2004–2005 | The WB         | 5.3                           | #103     | #1                 |
| 10        | 2005–2006 | The WB         | 5.2                           | #111     | #1                 |
| 11        | 2006–2007 | The CW         | 3.3                           | #133     | #9                 |

## Premios y nominaciones
- Premios Emmy
  - Mejor Dirección de Arte para una serie (Patricia Van Ryker y Mary Ann Good) - Nominado
- Premios ASCAP
  - 2000: Mejor Serie de TV (Dan Foliart) – Ganador
  - 2001: Mejor Serie de TV (Dan Foliart) – Ganador
- Premios Family Television
  - 1999: Mejor Drama - Ganador
  - 2002: Mejor Drama - Ganador
- Kids Choice Awards
  - 1999: Programa de televisión favorito - Nominado
  - 2000: Animal estrella favorito (El Perro Happy) - Nominado
  - 2001: Programa de televisión favorito - Nominado
  - 2002: Programa de televisión favorito - Nominado
  - 2003: Programa de televisión favorito - Nominado
- Premios TV Guide
  - 1999: Mejor Programa que no estas viendo - Ganador
  - 2000: Mascota de Tv Favorito (El perro Happy) - Nominado
- Premios Teen Choice
  - 1999: TV Choice Actor (Barry Watson) – Nominado
  - 1999: TV Choice Drama – Nominado
  - 2000: TV Choice Drama – Nominado
  - 2001: TV Choice Actor (Barry Watson) – Nominado
  - 2001: TV Choice Drama – Nominado
  - 2002: TV Choice Drama/Action Adventure – Ganador
  - 2002: TV Choice Actor in Drama (Barry Watson) – Ganador
  - 2002: TV Choice Actress in Drama (Jessica Biel) – Nominado
  - 2003: TV Choice Drama/Action Adventure – Ganador
  - 2003: TV Choice Actor in Drama/Action Adventure (David Gallagher) – Ganador
  - 2003: TV Choice Breakout Star – Male (George Stults) – Ganador
  - 2003: TV Choice Actress in Drama/Action Adventure (Jessica Biel) – Nominado
  - 2003: TV Choice Breakout Star – Female (Ashlee Simpson) – Nominado
  - 2004: TV Choice Breakout Star – Male (Tyler Hoechlin) – Nominado
  - 2004: TV Choice Actor in Drama/Action Adventure (David Gallagher) – Nominado
  - 2004: TV Choice Drama/Action Adventure – Nominado
  - 2005: TV Choice Actor in Drama/Action Adventure (Tyler Hoechlin) – Nominado
  - 2005: TV Choice Actress in Drama/Action Adventure (Beverley Mitchell) – Nominado
  - 2005: TV Choice Parental Units (Stephen Collins and Catherine Hicks) – Nominado
  - 2005: TV Choice Drama/Action Adventure – Nominado
  - 2006: TV Choice Breakout Star – Female (Haylie Duff) – Nominado
  - 2006: TV Choice Parental Units (Stephen Collins y Catherine Hicks) – Nominado